# Били Джийн Кинг
Били Джийн Кинг (на английски: Billie Jean Moffitt King) е американска тенисистка. Родена е на 22 ноември 1943 г. в Лонг Бийч, Калифорния, САЩ.

## Биография
Били Джийн Мофит е родена в консервативно семейство на методисти. Баща ѝ е пожарникар а майка ѝ домакиня, брат ѝ Ранди Мофит е професионален играч по бейзбол.
През 1965 г. се омъжва за спортния организатор Лари Кинг. След шумен скандал свързан с интимната ѝ връзка със секретарката ѝ, която става обществено достояние през 1980 г. официално разкрива, че е лесбийка. През 1987 г. Били се развежда със съпруга си и живее с бившата тенисистка Илана Клос.
През 1973 г. участва в двубой, наречен от медиите „Битката на половете“ („Battle of the Sexes“), където побеждава 55-годишния бивш шампион на Уимбълдън Боби Ригс с резултат 6 – 4, 6 – 3, 6 – 3 пред погледите на 40 милиона зрители, срещата е предавана пряко по националните телевизии в САЩ.
През 1987 г. е включена в Международната тенис зала на славата.

## Кариера

### Победи в турнири отГолемия шлем(12)
| Година | Турнир                          | Съперник            | Резултат            |
| 1966   | Уимбълдън                       | Мария Буено         | 6 – 3, 3 – 6, 6 – 1 |
| 1967   | Уимбълдън                       | Ан Хейдън-Джоунс    | 6 – 3, 6 – 4        |
| 1967   | Открито първенство на САЩ       | Ан Хейдън-Джоунс    | 6 – 3, 6 – 4        |
| 1968   | Открито първенство на Австралия | Маргарет Смит Корт  | 6 – 1, 6 – 2        |
| 1968   | Уимбълдън                       | Джуди Тегарт Далтън | 9 – 7, 7 – 5        |
| 1971   | Открито първенство на САЩ       | Розмари Касалс      | 6 – 4, 7 – 6        |
| 1972   | Ролан Гарос                     | Ивон Гулагонг       | 6 – 3, 6 – 3        |
| 1972   | Уимбълдън                       | Ивон Гулагонг       | 6 – 3, 6 – 3        |
| 1972   | Открито първенство на САЩ       | Кери Ан Райд        | 6 – 3, 7 – 5        |
| 1973   | Уимбълдън                       | Крис Евърт          | 6 – 0, 7 – 5        |
| 1974   | Открито първенство на САЩ       | Ивон Гулагонг       | 3 – 6, 6 – 3, 7 – 5 |
| 1975   | Уимбълдън                       | Ивон Гулагонг       | 6 – 0, 6 – 1        |

### Загубени финали в турнири отГолемия шлем(6)
| Година | Турнир                          | Съперник           | Резултат            |
| 1963   | Уимбълдън                       | Маргарет Смит Корт | 3 – 6, 4 – 6        |
| 1965   | Открито първенство на САЩ       | Маргарет Смит Корт | 6 – 8, 5 – 7        |
| 1968   | Открито първенство на САЩ       | Вирджиния Уейд     | 4 – 6, 2 – 6        |
| 1969   | Открито първенство на Австралия | Маргарет Смит Корт | 4 – 6, 1 – 6        |
| 1969   | Уимбълдън                       | Ан Хейдън-Джоунс   | 6 – 3, 3 – 6, 2 – 6 |
| 1970   | Уимбълдън                       | Маргарет Смит Корт | 12 – 14, 9 – 11     |

### Титли на двойки в турнири отГолемия шлем(16)
| Година | Турнир                    | Партньор            | Съперници                             | Резултат             |
| 1961   | Уимбълдън                 | Карън Ханце Съсман  | Джейн Лехан О`Нийл Маргарет Смит Корт | 6 – 3, 6 – 4         |
| 1962   | Уимбълдън                 | Карън Ханце Съсман  | Сандра Рейнолдс Прайс Рене Хейгарт    | 5 – 7, 6 – 3, 7 – 5  |
| 1964   | Открито първенство на САЩ | Карън Ханце Съсман  | Маргарет Смит Корт Лесли Търнър Боури | 3 – 6, 6 – 2, 6 – 4  |
| 1965   | Уимбълдън                 | Мария Буено         | Франсоаз Дюр Жанин Лефри              | 6 – 2, 7 – 5         |
| 1967   | Уимбълдън                 | Розмари Касалс      | Мария Буено Нанси Ричи                | 9 – 11, 6 – 4, 6 – 2 |
| 1967   | Открито първенство на САЩ | Розмари Касалс      | Мери Ан Айсел Дона Флойд              | 4 – 6, 6 – 3, 6 – 4  |
| 1968   | Уимбълдън                 | Розмари Касалс      | Франсоаз Дюр Ан Хейдън-Джоунс         | 3 – 6, 6 – 4, 7 – 5  |
| 1970   | Уимбълдън                 | Розмари Касалс      | Франсоаз Дюр Вирджиния Уейд           | 6 – 2, 6 – 3         |
| 1971   | Уимбълдън                 | Розмари Касалс      | Маргарет Смит Корт Ивон Гулагонг      | 6 – 3, 6 – 2         |
| 1972   | Ролан Гарос               | Бети Стоув          | Уини Шоу Кристин Труман Джейнс        | 6 – 1, 6 – 2         |
| 1972   | Уимбълдън                 | Бети Стоув          | Джуди Тегарт Далтън Франсоаз Дюр      | 6 – 2, 4 – 6, 6 – 3  |
| 1973   | Уимбълдън                 | Розмари Касалс      | Франсоаз Дюр Бети Стоув               | 6 – 1, 4 – 6, 7 – 5  |
| 1974   | Открито първенство на САЩ | Розмари Касалс      | Франсоаз Дюр Бети Стоув               | 7 – 6, 6 – 7, 6 – 4  |
| 1978   | Открито първенство на САЩ | Мартина Навратилова | Кери Райд Уенди Търнбул               | 7 – 6, 6 – 4         |
| 1979   | Уимбълдън                 | Мартина Навратилова | Бети Стоув Уенди Търнбул              | 5 – 7, 6 – 3, 6 – 2  |
| 1980   | Открито първенство на САЩ | Мартина Навратилова | Пам Шрайвър Бети Стоув                | 7 – 6, 7 – 5         |

### Загубени финали на двойки в турнири отГолемия шлем(13)
| Година | Турнир                          | Партньор            | Съперници                             | Резултат            |
| 1962   | Открито първенство на САЩ       | Карън Ханце Съсман  | Мария Буено Дарлийн Хард              | 4 – 6, 6 – 3, 6 – 2 |
| 1964   | Уимбълдън                       | Карън Ханце Съсман  | Маргарет Смит Корт Лесли Търнър Боури | 7 – 5, 6 – 2        |
| 1965   | Открито първенство на Австралия | Робин Ебърн         | Маргарет Смит Корт Лесли Търнър Боури | 1 – 6, 6 – 2, 6 – 3 |
| 1965   | Открито първенство на САЩ       | Карън Ханце Съсман  | Карол Колдуел Грабнър Нанси Ричи      | 6 – 4, 6 – 4        |
| 1966   | Открито първенство на САЩ       | Розмари Касалс      | Мария Буено Нанси Ричи                | 6 – 3, 6 – 4        |
| 1968   | Ролан Гарос                     | Розмари Касалс      | Франсоаз Дюр Ан Хейдън-Джоунс         | 7 – 5, 4 – 6, 6 – 4 |
| 1968   | Открито първенство на САЩ       | Розмари Касалс      | Мария Буено Маргарет Смит Корт        | 4 – 6, 9 – 7, 8 – 6 |
| 1969   | Открито първенство на Австралия | Розмари Касалс      | Маргарет Смит Корт Лесли Търнър Боури | 6 – 4, 6 – 4        |
| 1970   | Ролан Гарос                     | Розмари Касалс      | Франсоаз Дюр Гейл Шериф Шанфро        | 6 – 1, 3 – 6, 6 – 3 |
| 1973   | Открито първенство на САЩ       | Розмари Касалс      | Маргарет Смит Корт Вирджиния Уейд     | 3 – 6, 6 – 3, 7 – 5 |
| 1975   | Открито първенство на САЩ       | Розмари Касалс      | Маргарет Смит Корт Вирджиния Уейд     | 7 – 5, 2 – 6, 7 – 6 |
| 1976   | Уимбълдън                       | Бети Стоув          | Крис Евърт Мартина Навратилова        | 6 – 1, 3 – 6, 7 – 5 |
| 1979   | Открито първенство на САЩ       | Мартина Навратилова | Бети Стоув Уенди Търнбул              | 7 – 5, 6 – 3        |

### Титли на смесени двойки в турнири отГолемия шлем(11)
| Година | Турнир                          | Партньор       | Съперници                       | Резултат              |
| 1967   | Ролан Гарос                     | Оуен Дейвидсън | Ан Хейдън-Джоунс Йон Цириак     | 6 – 3, 6 – 1          |
| 1967   | Уимбълдън                       | Оуен Дейвидсън | Мария Буено Кен Флетчър         | 7 – 5, 6 – 2          |
| 1967   | Открито първенство на САЩ       | Оуен Дейвидсън | Розмари Касалс Стан Смит        | 6 – 3, 6 – 2          |
| 1968   | Открито първенство на Австралия | Дик Криъли     | Маргарет Смит Корт Алън Стоун   | отк.                  |
| 1970   | Ролан Гарос                     | Боб Хюит       | Франсоаз Дюр Жан Клод Баркли    | 6 – 2, 6 – 4          |
| 1971   | Уимбълдън                       | Оуен Дейвидсън | Маргарет Смит Корт Марти Райсен | 3 – 6, 6 – 2, 15 – 13 |
| 1971   | Открито първенство на САЩ       | Оуен Дейвидсън | Роб Мод Бети Стоув              | 6 – 3, 7 – 5          |
| 1973   | Уимбълдън                       | Оуен Дейвидсън | Жанет Нюбъри Раул Рамирес       | 6 – 3, 6 – 2          |
| 1973   | Открито първенство на САЩ       | Оуен Дейвидсън | Маргарет Смит Корт Марти Райсен | 6 – 3, 3 – 6, 7 – 6   |
| 1974   | Уимбълдън                       | Оуен Дейвидсън | Лесли Чарлс Марк Фаръл          | 6 – 3, 9 – 7          |
| 1976   | Открито първенство на САЩ       | Фил Дент       | Фрю Макмилън Бети Стоув         | 3 – 6, 6 – 2, 7 – 5   |

### Загубени финали на смесени двойки в турнири отГолемия шлем(7)
| Година | Турнир                    | Партньор         | Съперници                      | Резултат            |
| 1966   | Уимбълдън                 | Денис Ралстън    | Кен Флетчър Маргарет Смит Корт | 4 – 6, 6 – 3, 6 – 3 |
| 1968   | Ролан Гарос               | Оуен Дейвидсън   | Франсоаз Дюр Жан Клод Баркли   | 6 – 1, 6 – 4        |
| 1975   | Открито първенство на САЩ | Фред Стол        | Розмари Касалс Ричард Стоктън  | 6 – 3, 7 – 6        |
| 1977   | Открито първенство на САЩ | Витас Герулайтис | Фрю Макмилън Бети Стоув        | 6 – 2, 3 – 6, 6 – 3 |
| 1978   | Уимбълдън                 | Рей Руфълс       | Фрю Макмилън Бети Стоув        | 6 – 2, 6 – 2        |
| 1978   | Открито първенство на САЩ | Рей Руфълс       | Фрю Макмилън Бети Стоув        | 6 – 3, 7 – 6        |
| 1983   | Уимбълдън                 | Стийв Дентън     | Джон Лойд Уенди Търнбул        | 6 – 7, 7 – 6, 7 – 5 |

### Отборни титли (7)
| Година | Турнир              | Съотборници                                               | Съперници                                                   | Резултат |
| 1963   | Лондон, Фед Къп     | Дарлийн Хард, Уилям Келог (к)                             | Маргарет Смит Корт, Лесли Търнър, Нел Хопман (к)            | 2 – 1    |
| 1966   | Торино, Фед Къп     | Джули Хелдман, Карол Грабнър, Рос Гринууд (к)             | Хелга Хосл, Еда Будинг, Хелга Нисен Мастхоф, Еда Будинг (к) | 3 – 0    |
| 1967   | Берлин, Фед Къп     | Розмари Касалс, Дона Файлс (к)                            | Вирджиния Уейд, Ан Хейдън-Джоунс, Анджела Барет (к)         | 2 – 0    |
| 1976   | Филаделфия, Фед Къп | Розмари Касалс, Били Джийн Кинг (к)                       | Кери Райд, Ивон Гулагонг Коули, Нийл Фрейзър (к)            | 2 – 1    |
| 1977   | Ийстбърн, Фед Къп   | Крис Евърт, Розмари Касалс, Вики Бернер (к)               | Уенди Търнбул, Даян Фромхолц, Кери Райд, Нийл Фрейзър (к)   | 2 – 1    |
| 1978   | Мелбърн, Фед Къп    | Крис Евърт, Трейси Остин, Вики Бернер (к)                 | Уенди Търнбул, Кери Райд, Нийл Фрейзър (к)                  | 2 – 1    |
| 1979   | Мадрид, Фед Къп     | Крис Евърт, Розмари Касалс, Трейси Остин, Вики Бернер (к) | Уенди Търнбул, Даян Фромхолц, Кери Райд, Мери Хотън (к)     | 3 – 0    |

### Загубени финали на отборни първенства (2)
| Година | Турнир              | Съотборници                                | Съперници                                                              | Резултат |
| 1964   | Филаделфия, Фед Къп | Нанси Ричи, Карън Съсман, Мадж Фостърс (к) | Маргарет Смит Корт, Лесли Търнър, Браян Тобин (к)                      | 1 – 2    |
| 1965   | Мелбърн, Фед Къп    | Карол Грабнър, Били Джийн Кинг (к)         | Маргарет Смит Корт, Лесли Търнър, Джуди Тегарт, Маргарет Смит Корт (к) | 1 – 2    |